# Habitatges al carrer Emili Grahit, 69 (Girona)
Habitatges al carrer Emili Grahit, 69 és una obra de Girona inclosa a l'Inventari del Patrimoni Arquitectònic de Catalunya.

## Descripció
És un edifici de planta baixa, 9 pisos i àtic que destaca sobre els edificis del voltant per l'alçada. De composició simètrica de balcons volats de forma corba. La façana es clou amb la barana massissa del terrat de l'àtic, aquesta part s'endarrereix i crea un cos de teulat a 2 aigües amb carener perpendicular a façana que s'uneix a la façana posterior. Aquesta és simètrica també però d'elements lleugers damunt un cos massís (són persianes i guies) i la façana es clou amb un frontó triangular propiciat pel cos de terrassa esmentat.

## Història
Va ser fet a finals del 70.